# كوزيت لي
كوزيت لي هي ممثلة كندية، ولدت في 10 يوليو 1910 بتورونتو في كندا، وتوفيت في 19 سبتمبر 1976.

## وصلات خارجية
- كوزيت لي على موقع IMDb (الإنجليزية)
- كوزيت لي على موقع روتن توميتوز (الإنجليزية)
- كوزيت لي على موقع قاعدة بيانات الفيلم (الإنجليزية)